# Rechelim
Rechelim (hebrejsky רְחלים, doslova plurál od jména Ráchel, podle Rachel Druckové a Rachel Weissové, které byly na tomto místě zabity při teroristickém útoku v roce 1991, anglicky přepisováno Rehelim, též Rechalim) je izraelská osada a vesnice typu společná osada (jišuv kehilati) na Západním břehu Jordánu v distriktu Judea a Samaří a v Oblastní radě Šomron.

## Geografie
Nachází se v nadmořské výšce 529 metrů v centrální hornaté části Samařska, cca 13 kilometrů jižně od Nábulusu, cca 35 kilometrů severně od historického jádra Jeruzalému a cca 45 kilometrů severovýchodně od centra Tel Avivu.
Vesnice je na dopravní síť Západního břehu Jordánu napojena pomocí dálnice číslo 60, která vede severojižním směrem napříč celým Samařskem. Z ní pak k západu vede krátká spojovací komunikace, která po cca 4 kilometrech vstupuje do izraelského města Ariel a dál jako dálnice číslo 5 (takzvaná Transsamařská dálnice) směrem k aglomeraci Tel Avivu.
Rechelim leží v hustě osídlené oblasti Západního břehu Jordánu a je obklopena četnými palestinskými sídly. Nejblíže jsou to obce Yassuf, Yatma a as-Sawiya. Nejbližší izraelskou osadou je vesnice Kfar Tapuach (cca 2 kilometry severním směrem). 3 kilometry na jihu se nachází velká izraelská osada Eli a cca 4 kilometry západním směrem pak leží izraelské město Ariel.

## Dějiny
Osaba byla založena během první intifády v roce 1991 krátce poté, co na tomto místě zemřela při palestinském teroristickém útoku na autobus Rachel Drucková (současně vznikla i osada Švut Rachel, pojmenovaná rovněž po Rachel Druckové). Druhou Rachel, podle které se nová vesnice jmenuje, je Rachel Weissová, zabitá v roce 1988 při teroristickém útoku v Jordánském údolí. Po pohřbu Rachel Druckové se ženy z okolních izraelských osad sešly na místě útoku a rozhodly, že zde musí vzniknout nová osada. Podařilo se prosadit, že na místě bude zřízena osada typu nachal, tedy kombinace vojenské základny a civilního osídlení. V této fázi ale nešlo o trvalou osadu, ale spíše o památník zavražděné Rachel Druckové a také Jicchaka Rofeho, který byl druhou oběti teroristického útoku v roce 1991.
Počátkem roku 1996 se sem trvale nastěhovala první rodina. Zpočátku sloužily jako příbytky stany. Na podzim 1998 byla osada prohlášena za ryze civilní a byl vydán souhlas k zřízení domů z mobilních karavanů. Podle internetových stránek obce zde žilo 16 rodin, 25 dětí a několik svobodných jedinců. V zástavbě převládají mobilní karavany, ale staví se už 14 zděných bytových jednotek. V obci funguje mateřská škola. V provizorní budově je zde také umístěna synagoga, výhledově se počítalo s výstavbou zdravotního střediska.
Rechelim vznikla jako satelitní výběžek obce Kfar Tapuach, jejíž součástí formálně zůstávala, třebaže má samostatné zastoupení v Oblastní radě Šomron. Okolo Rechelim postupně vznikají další satelitní skupiny zástavby. V lednu 2002 (podle jiného zdroje v lednu 2003) vznikla Nofej Nechemja (hebrejsky נוֹפֵי נְחֶמְיָה‎, anglicky Nofei Nehemia též Rachelim West) - situovaná západně od Rechelim, při silnici do města Ariel. Podle vládní zprávy z doby po roce 2006 sestávala Nofej Nechemja z 21 karavanů, 3 prefabrikovaných domů a dalších provizorních staveb. Žilo tu prý 11 rodin. Podle databáze organizace Peace Now z roku 2007 je v Nofej Nechemja uváděno 52 stálých obyvatel. Internetové stránky Nofej Nechemja zde uvádějí 16 trvale žijících rodin. Počátkem roku 2001 také vznikla skupina domů Rechelim South, kde se v roce 2007 uvádí 30 stálých obyvatel. Ta leží v blízkosti vlastní osady Rechelim.
V dubnu 2012 rozhodla izraelská vláda legalizovat tuto osadu, respektive změnit její status na administrativně a samosprávně uznávanou samostatnou obec. To se stalo roku 2013.
Počátkem 21. století nebyla Rechelim zahrnuta do Izraelské bezpečnostní bariéry, třebaže nedaleké město Ariel má být spolu s koridorem směrem k západu, k Zelené linii do hranic této bariéry začleněno. Budoucí existence osady závisí na podmínkách případné mírové smlouvy s Palestinci.

## Ekonomika
Sídlí tu vinařství Tura, založené roku 2003, využívající vinice u vsi Har Bracha. Roku 2010 dosáhla roční produkce 12 tisíc lahví (Cabernet Sauvignon, Merlot a Chardonnay).

## Demografie
Přesné statistické údaje o počtu obyvatel v Rechelim nebyly dlouho k dispozici, protože osada nebyla formálně považována za samostatnou a její obyvatelé byli zahrnuti do obce Kfar Tapuach. Podle databáze rady Ješa k roku 2009 zde žilo 60 lidí. Podle vládní zprávy z doby po roce 2006 zde ovšem bylo uváděno 34 rodin v 29 mobilních a 14 zděných domech. Databáze rady Ješa popisuje obyvatele Rechelim jako nábožensky založené.
Podle údajů z roku 2014 tvořili naprostou většinu obyvatel v Rechelim Židé (včetně statistické kategorie „ostatní“, která zahrnuje nearabské obyvatele židovského původu ale bez formální příslušnosti k židovskému náboženství). Jde o menší sídlo vesnického typu. K 31. prosinci 2014 zde žilo 529 lidí. Během roku 2014 populace stoupla o 27,8 %.
| Rok            | 2013 | 2014 |
| -------------- | ---- | ---- |
| Počet obyvatel | 414  | 529  |